# Povo Aush
O povo Aush (também grafado Haush e também conhecido como Manekénk) foi uma tribo indígena que habitou a Terra do Fogo. Junto com os povos Yagán, Selknam e Kawésqar, fizeram parte dos primeiros ameríndios habitando a região. O nome "Terra do Fogo" provém das múltiplas fogueiras acesas pelas tribos, avistadas pela primeira vez por Fernão de Magalhães em 1520. Estes povos encontram-se extintos na actualidade.
Os Aush concentravam-se na Ilha Grande da Terra do Fogo, junto com os Ona, enquanto que os Yaghan se distribuíam no restante arquipélago a sul.

## Características
Os Haush eram nômades e habilidosos caçadores de guanaco . Eles compartilhavam muitos costumes com seus vizinhos Selknam ou Ona, incluindo suas armas. Principalmente o uso do pequeno arco e flecha, bem como roupas à base de pele, e a prática conjunta do ritual de iniciação masculina denominado hain . O etnólogo alemão Martin Gusinde testemunhou este rito em 1923, celebrado pelo xamã Tenenesk , falecido no inverno de 1924 de sarampo.
Eles não tinham chefes, mas entre eles havia xamãs ( xo'on ). Viviam em grupos de duas ou três famílias, construíam cabanas que eram simples caramanchões cobertos de musgo e peles. Eles também desenvolveram a técnica de cestaria. O desenvolvimento da cultura material do povo Haush explica-se por dois motivos principais: o seu isolamento geográfico e o ambiente adverso em que viviam (zona fria, húmida e com muito vento, com poucos recursos naturais).
Seu modo de produção era caçador-coletor, com uma dieta rica em gordura e rica em proteínas já que a maior parte de sua alimentação provinha de leões marinhos , guanacos, mariscos , crustáceos , pinguins e peixes que caçavam, pescavam ou pescavam mariscos, o complemento de tal dieta era um fungo conhecido como “pão de índio”, que cresce em lengas e ñires e em algas chamadas algas ou cachiyuyo ,  somado a isso o uso coletivo da carne obtida de cetáceos que chegavam às praias. Ao contrário dos Selknam, que dependiam dos guanacos, a sobrevivência dos haus dependia dos leões marinhos, dos quais aproveitavam para obter roupas e alimentação. Para suas roupas, eles também usavam pele de raposa.
O nome haush parece estranho para eles e deriva de uma palavra depreciativa da língua dos Yámanas, palavra que significava "gordura de peixe", porém em tempos posteriores parecem ter adotado tal palavramtalvez por causa de pela sua facilidade de pronúncia e por não conhecer o seu significado original.
A língua Haush ( mánekenk(e)n, aus ) era uma das línguas Chon e estava relacionada com a língua Selknam (embora fossem mutuamente ininteligíveis) e com o Tehuelche do continente.

## História
A maioria dos autores acredita que os Haush foram os primeiros povos a ocupar a Isla Grande de Tierra del Fuego. Os Haush são parentes dos Selk'nam e Tehuelche , e presume-se que os três grupos tenham se desenvolvido a partir de um grupo predecessor na Patagônia continental. Os três grupos eram caçadores, particularmente de guanacos , e não têm nenhum histórico de uso de embarcações. 

Como os Haush e os Selk'nam não usavam embarcações, o Estreito de Magalhães teria sido uma barreira formidável para chegar à Isla Grande de Tierra del Fuego.  Os Selk'nam tinham uma tradição de que uma ponte de terra havia conectado a ilha ao continente, mas depois desabou. Lothrop descartou isso como geologicamente implausível. Furlong sugeriu que os índios canoeiros ( povo Yahgan ou Kawésqar (Alacalufe) ) carregaram os Haush e os Selk'nam através do Estreito.